# La penitenza di fratello Cadfael
La penitenza di fratello Cadfael  (Brother Cadfael's Penance) è un giallo storico di ambientazione medievale, scritto dall'autrice britannica Ellis Peters. Si tratta del ventesimo e ultimo romanzo che ha come protagonista il monaco benedettino Fratello Cadfael. Pubblicato per la prima volta in lingua originale nel 1994 è arrivato nelle librerie italiane nel 2004, tradotto da Elsa Pelitti.

## Trama
La storia inizia nel novembre dell'anno 1145 a Shrewsbury, con lo sceriffo Hugh Beringar intento a ricevere un messaggero di Robert Beaumont, II conte di Leicester che porta due missive. Il primo messaggio è l'invito ad un congresso di pace indetto da Roger de Clinton, vescovo di Coventry e Lichfield per cercare di porre un fermo all'anarchia che già da diversi anni spacca l'Inghilterra tra i sostenitori dell'Imperatrice Maud e quelli di Re Stefano. Il convegno si terrà a Coventry l'ultimo giorno di novembre e il primo di dicembre.
Il secondo messaggio è un elenco di sostenitori di Maud che sono stati presi in ostaggio quando, alla fine dell'estate, i castelli di Faringdon e di Cricklade nella valle del Tamigi sono stati consegnati all'improvviso a Re Stefano dai loro rispettivi custodi. In quell'occasione Brien de Soulis, custode del maniero di Faringdon, e l'amico Philip FitzRobert che custodiva Cricklade hanno tradito la loro imperatrice consegnando i due manieri alle forze del re. Un tradimento particolarmente grave se si considera che Philip FitzRobert è un figlio minore del conte Robert di Gloucester, fratello illegittimo dell'imperatrice Maud e suo più potente alleato. Beringar accetta prontamente l'invito al convegno e risponde che certamente leggerà i nomi degli ostaggi, ma non crede che troverà il nome di qualcuno che conosce.
L'ultimo nome sulla lista di ostaggi attrae però l'attenzione di Hugh Beringar perché è quello di un uomo che lui, sua moglie Aline, l'abate Radulfus e soprattutto fratello Cadfael conoscono. Si tratta di Olivier de Bretagne, che Hugh sa essere il figlio illegittimo di Cadfael, avuto da una donna siriana anni addietro. La notizia più sconcertante è che nessuna richiesta di riscatto è stata fatta per lui e che nessuno sembra sapere dove egli sia tenuto prigioniero, nemmeno le ricerche del suo signore Laurence d'Angers hanno dato qualche frutto. Lo sceriffo decide così che informerà immediatamente di tutti i fatti l'abate e fratello Cadfael.
Quando il monaco benedettino apprende la notizia, decide di andare a pregare per l'incolumità di suo figlio e si reca poi a parlare con l'abate Radulfus, confessandogli la verità sul reale legame tra lui e Olivier de Bretagne e chiedendogli il permesso di andare a cercare sue notizie a Coventry durante il convegno di pace. L'abate è riluttante e gli comunica che se, al termine del congresso, Cadfael non tornerà immediatamente a Shrewsbury ma proseguirà nelle ricerche del figlio, egli sarà in aperta disubbidienza alle regole monastiche e potrebbe subire perfino la scomunica. Cadfael gli spiega però che il legame con quel figlio di cui non sapeva nulla quando prese i voti è più forte dell'obbedienza.
Egli va a cavallo con Hugh fino a Coventry e lungo il cammino si unisce a loro anche Yves Hugonin, ora cognato di Olivier. Entrambi lo avevano già conosciuto sei anni addietro quando aveva solo tredici anni. Yves è molto preoccupato per Olivier, dato che non si sono riuscite ad avere informazioni sulla sua posizione e lo è anche sua sorella Ermina, ora moglie di Olivier, che è sola a Gloucester in attesa del primo figlio.
Giunti a Coventry, Yves attira immediatamente su di sé le ire del vescovo de Clinton quando aggredisce con la spada Brien de Soulis, chiamandolo traditore. Viene immediatamente proibito l'uso delle armi e gli animi si placano, ma non c'è davvero aria di pace al convegno. Nei due giorni seguenti le posizioni delle due fazioni si inaspriscono invece di attenuarsi, nessuno riesce a ottenere informazioni su Olivier de Bretagne e infine Brien de Soulis viene ritrovato cadavere, ucciso da una pugnalata al cuore nei pressi della chiesa. I sospetti cadono subito sul giovane Yves, che Philip FitzRobert vorrebbe immediatamente impiccato. Per fortuna Re Stefano e l'Imperatrice Maud riescono in quest'unico caso a placare gli animi e a ribadire che l'indomani tutti sarebbero ripartiti liberi in direzione delle proprie terre.
Cadfael decide di rimanere e chiede a Hugh di rimandare la partenza di due giorni, soprattutto quando si viene a sapere che il convoglio dell'imperatrice è stato attaccato, ma che solo Yves è stato fatto prigioniero da quelli che si suppongono essere gli uomini di Philip FitzRobert. Esaminando il corpo del defunto e i suoi effetti personali Cadfael trova un sigillo non appartenente al morto e lo riproduce su un foglio, decidendo di trovare la famiglia a cui appartiene. Saluta Hugh, che sta per tornare a Shrewsbury, e con il cuore gravato dalla sua scelta di disobbedire alla regola e dalla precaria situazione di Olivier e Yves, parte in direzione dei castelli lungo il Tamigi.
Durante il viaggio Cadfael interroga diverse persone per sapere qualcosa su dove Yves possa trovarsi e sul sigillo, riuscendo infine a ricavare le prove dell'innocenza del ragazzo. Con quelle informazioni si reca a La Musarderie, un castello sotto il controllo di Philip FitzRobert, dove spera di poter convincere quel signore a rilasciare i due prigionieri. Viene accolto bene, come monaco, e gli è concesso di parlare con FitzRobert. Con le prove ricavate lungo il suo viaggio Cadfael riesce a convincerlo dell'innocenza di Yves e gli viene rivelato che Olivier è effettivamente tenuto prigioniero alla Musarderie, ma nonostante confessi di essere il vero padre del giovane e si dimostri disposto a prendere il suo posto come ostaggio, non riesce nemmeno ad ottenere di poterlo incontrare.
Il giorno seguente Yves Hugonin riparte per Gloucester, promettendo di tornare entro pochi giorni con truppe pronte all'assedio per riprendersi il cognato, mentre Cadfael decide di rimanere ancora fino a quando non otterrà la liberazione del figlio, a cui intanto FitzRobert ha confidato chi sia il suo vero padre. Quando infine ha inizio l'assedio, il risultato sembra già scritto, ma alcuni eventi sono in grado di evitare che si verifichi il peggio. Finito lo scontro, la situazione migliorerà: il colpevole dell'omicidio confesserà a fratello Cadfael il motivo del delitto, Philip FitzRobert si riappacificherà col padre e deciderà di partire come crociato per la Terra Santa. Inoltre Olivier de Bretagne e Cadfael si incontreranno, parleranno e si abbracceranno come padre e figlio con la promessa di rivedersi, se potranno, in futuro. Olivier promette altresì di informare Cadfael immediatamente quando nascerà suo figlio e il monaco torna, penitente, all'abbazia di Shrewsbury, dove passa un'intera notte a pregare, prostrato sulla nuda pietra della chiesa. Al mattino, l'abate gli fa capire che la sua penitenza può considerarsi conclusa, riaccogliendolo nella loro comunità.

## Riferimenti ad altri romanzi di Fratello Cadfael
- La principale connessione con i precedenti romanzi riguarda Olivier de Bretagne, Yves Hugonin e sua sorella maggiore Lady Ermina. Essi sono comparsi per la prima volta nel libro La vergine nel ghiaccio. Sono passati sei anni da quell'avventura, ora Yves ha 19 anni e Olivier, ormai trentenne, ha sposato in occasione del Natale dell'anno 1140 Lady Ermina.  Ella attende ora il ritorno del marito a Gloucester ed è incinta del loro primo figlio.
- Olivier de Bretagne era anche venuto a Shrewsbury per una missiva nel romanzo Il pellegrino dell’odio. In quel libro, ambientato nel giugno 1141, Olivier aveva conosciuto l'abate Radulfus e lo sceriffo Hugh Beringar, stringendo con entrambi rapporti fondati sul reciproco rispetto. Aveva anche cenato nell'abitazione di Hugh e incontrato la moglie Aline e il figlioletto Giles.
- Altra menzione riguarda il precedente romanzo, Un sacrilegio per fratello Cadfael,  e in particolare la penitenza cui si sta sottoponendo fratello Jerome dopo il terribile peccato da lui commesso alcuni mesi prima.

## Edizioni italiane
- Ellis Peters, La penitenza di fratello Cadfael, traduzione di Elsa Pelitti, collana: La gaja scienza, n° 713, Milano, Longanesi & C., 2004, ISBN 88-304-2026-3.
- Ellis Peters, La penitenza di fratello Cadfael, traduzione di Elsa Pelitti, copertina di Ezio Rolle, Milano, TEA, 2006, ISBN 88-502-1002-7.
- Ellis Peters, La penitenza di fratello Cadfael, traduzione di Elsa Pelitti, Milano, Mondolibri, 2004.